# Eccellenza Liguria 2019-2020
Il campionato italiano di calcio di Eccellenza regionale 2019-2020 è il ventinovesimo organizzato in Italia. Rappresenta il quinto livello del calcio italiano.
È composto da un girone di 16 squadre, organizzato dal Comitato Regionale della regione Liguria.
A causa della pandemia di COVID-19 in Italia, la F.I.G.C. ha deciso per la sospensione definitiva del torneo al 1º marzo 2020.

## Squadre partecipanti
| Club                              | Città                               | Stadio                      | Stagione precedente       |
| --------------------------------- | ----------------------------------- | --------------------------- | ------------------------- |
| A.S.D. Alassio F.C.               | Alassio (SV)                        | Stadio Sandro Ferrando      | 11º posto in Eccellenza   |
| A.S.D. Albenga 1928               | Albenga (SV)                        | Stadio Annibale Riva        | 14º posto in Eccellenza   |
| U.S.D. Angelo Baiardo             | Genova (Molassana)                  | Stadio Guerino Strinati     | 8º posto in Eccellenza    |
| A.S.D. Athletic Club Liberi       | Genova (Albaro)                     | Stadio Tre Campanili        | 1º posto in Promozione/B  |
| A.S.D. Busalla Calcio             | Busalla (GE)                        | Stadio Comunale             | 9º posto in Eccellenza    |
| A.S.D. Cairese                    | Cairo Montenotte (SV)               | Stadio Cesare Brin          | 3º posto in Eccellenza    |
| U.S.D. Campomorone Sant'Olcese    | Campomorone (GE)                    | Stadio Begato 9             | 10º posto in Promozione/B |
| F.B.C Finale                      | Finale Ligure (SV)                  | Stadio Felice Borel         | 7º posto in Eccellenza    |
| A.S.D. Football Genova Calcio     | Genova (Cornigliano)                | Stadio Italo Ferrando       | 5º posto in Eccellenza    |
| A.S.D. Imperia                    | Imperia                             | Stadio Nino Ciccione        | 4º posto in Eccellenza    |
| S.C. Molassana Boero 1918 A.S.D.  | Genova (Molassana)                  | Stadio Federico Mario Boero | 10º posto in Eccellenza   |
| A.S.D. Ospedaletti Calcio         | Ospedaletti (IM)                    | Stadio Ciccio Ozenda        | 1º posto in Promozione/A  |
| A.S.D. Pietra Ligure 1956         | Pietra Ligure (SV)                  | Stadio Giacomo De Vincenzi  | 6º posto in Eccellenza    |
| S.S.D. Rapallo R. 1914 Rivarolese | Rapallo (GE)                        | Stadio Umberto Macera       | 12º posto in Eccellenza   |
| S.C.D. Rivasamba H.C.A.           | Riva Trigoso di Sestri Levante (GE) | Stadio Favole H.C. Andersen | 4º posto in Promozione/B  |
| U.S.D. Sestri Levante             | Sestri Levante (GE)                 | Stadio Giuseppe Sivori      | 14º posto in Serie D/A    |

## Classifica finale
|  | Pos. | Squadra                 | Pt | G  | V  | N | P  | GF | GS | DR  |
|  | ---- | ----------------------- | -- | -- | -- | - | -- | -- | -- | --- |
|  | 1.   | Imperia                 | 50 | 22 | 16 | 2 | 4  | 47 | 26 | +21 |
|  | 2.   | Sestri Levante          | 49 | 22 | 15 | 4 | 3  | 54 | 22 | +32 |
|  | 3.   | Albenga                 | 44 | 22 | 13 | 5 | 4  | 57 | 28 | +29 |
|  | 4.   | Cairese                 | 39 | 22 | 10 | 9 | 3  | 36 | 21 | +15 |
|  | 5.   | Busalla                 | 34 | 22 | 9  | 7 | 6  | 53 | 39 | +14 |
|  | 6.   | Campomorone Sant'Olcese | 32 | 22 | 8  | 8 | 6  | 39 | 31 | +8  |
|  | 7.   | Angelo Baiardo          | 30 | 22 | 8  | 6 | 8  | 32 | 29 | +3  |
|  | 8.   | Rivasamba               | 27 | 22 | 7  | 6 | 9  | 31 | 36 | -5  |
|  | 9.   | Ospedaletti             | 27 | 22 | 7  | 6 | 9  | 36 | 45 | -9  |
|  | 10.  | Genova                  | 24 | 22 | 6  | 6 | 10 | 20 | 24 | -4  |
|  | 11.  | Alassio                 | 24 | 22 | 6  | 6 | 10 | 24 | 45 | -21 |
|  | 12.  | Rapallo                 | 25 | 22 | 6  | 7 | 9  | 25 | 31 | -6  |
|  | 13.  | Finale                  | 25 | 22 | 6  | 7 | 9  | 27 | 41 | -14 |
|  | 14.  | Athletic Club Liberi    | 23 | 22 | 6  | 5 | 11 | 29 | 40 | -11 |
|  | 15.  | Pietra Ligure           | 17 | 22 | 4  | 5 | 12 | 29 | 39 | -10 |
|  | 16.  | Molassana Boero         | 13 | 22 | 4  | 1 | 17 | 21 | 63 | -42 |

Legenda:
      Promossa in Serie D.
      Retrocessa in Promozione.
Note:
Tre punti a vittoria, uno a pareggio, zero a sconfitta.
In caso di arrivo di due o più squadre a pari punti, la graduatoria verrà stilata secondo la classifica avulsa tra le squadre interessate che prevede, in ordine, i seguenti criteri:
- Punti negli scontri diretti
- Differenza reti negli scontri diretti
- Differenza reti generale
- Reti realizzate in generale
- Sorteggio

Note:
Il Sestri Levante è stata ammesso in Serie D 2020-2021 in seguito alla graduatoria stilata dalla FIGC in sostituzione dei play-off nazionali.

## Risultati

### Tabellone
I match non disputati sono tutti stati annullati, come deciso dal Consiglio Federale della FIGC, a causa della pandemia di COVID-19.
|                      | ALA  | ALB  | ANG  | ATH  | BUS  | CAI  | CAM  | FIN  | GEN  | IMP  | MOL  | OSP  | PIE  | RAP  | RIV  | SES  |
| -------------------- | ---- | ---- | ---- | ---- | ---- | ---- | ---- | ---- | ---- | ---- | ---- | ---- | ---- | ---- | ---- | ---- |
| Alassio              | –––– | n.d. | 1-1  | 0-0  | 0-4  | 0-3  | 2-1  | n.d. | n.d. | 2-4  | 1-0  | 2-1  | 1-1  | 2-1  | n.d. | 1-3  |
| Albenga              | 4-0  | –––– | 0-0  | 3-0  | n.d. | 1-3  | 2-2  | 6-1  | n.d. | 3-1  | 5-2  | 6-2  | n.d. | 4-0  | 1-2  | n.d. |
| Angelo Baiardo       | n.d. | n.d. | –––– | 0-2  | n.d. | 3-1  | 3-1  | n.d. | 2-2  | 0-2  | 0-1  | 2-1  | 3-1  | 2-0  | 1-0  | 2-3  |
| Athletic Club Liberi | 1-2  | n.d. | 1-3  | –––– | 0-4  | 0-3  | 4-3  | n.d. | 2-1  | 2-4  | 1-1  | 1-1  | 2-1  | n.d. | n.d. | 2-3  |
| Busalla              | 4-2  | 3-3  | 2-2  | 2-2  | –––– | n.d. | n.d. | 3-0  | 1-1  | n.d. | 6-2  | 1-2  | 4-1  | n.d. | 0-1  | 1-4  |
| Cairese              | n.d. | 2-2  | 1-0  | n.d. | 2-2  | –––– | n.d. | 3-0  | 1-1  | 1-1  | 4-0  | 1-1  | 0-3  | n.d. | 1-1  | 3-1  |
| Campomorone          | 1-1  | 0-2  | 1-1  | 1-1  | 3-2  | 0-0  | –––– | n.d. | 0-2  | 2-0  | n.d. | 5-1  | 3-1  | n.d. | n.d. | 3-3  |
| Finale               | 3-1  | n.d. | 2-2  | 0-3  | 2-0  | 1-3  | 1-1  | –––– | n.d. | 1-2  | n.d. | 3-3  | 3-2  | 0-0  | 1-1  | n.d. |
| Genova               | 3-0  | 0-1  | n.d. | 2-1  | n.d. | 0-1  | 0-0  | 0-2  | –––– | 1-2  | 1-0  | n.d. | n.d. | 2-1  | 1-2  | 0-0  |
| Imperia              | 2-0  | 2-1  | 3-1  | n.d. | 1-4  | n.d. | n.d. | 3-0  | 1-0  | –––– | 5-2  | n.d. | 1-0  | 0-1  | 3-0  | 2-0  |
| Molassana            | 1-3  | 0-2  | 1-0  | 1-4  | 1-3  | n.d. | 1-4  | 2-1  | 2-0  | n.d. | –––– | n.d. | n.d. | 0-1  | 1-5  | 2-3  |
| Ospedaletti          | n.d. | 0-1  | n.d. | n.d. | 2-2  | 1-2  | 1-1  | n.d. | 2-1  | 2-4  | 1-0  | –––– | 6-1  | 1-0  | 1-5  | 2-2  |
| Pietra Ligure        | n.d. | 0-2  | n.d. | n.d. | n.d. | 0-0  | 0-2  | 1-2  | 1-1  | 2-3  | 7-0  | 2-0  | –––– | 0-0  | 3-0  | 0-3  |
| Rapallo              | 3-3  | 2-2  | 3-1  | 1-0  | 2-4  | 2-0  | 0-2  | 1-1  | 2-0  | n.d. | n.d. | 1-2  | 2-2  | –––– | n.d. | n.d. |
| Rivasamba            | 0-0  | 3-5  | 0-3  | 2-0  | 1-1  | 1-1  | 2-4  | 0-2  | n.d. | n.d. | n.d. | 2-3  | 1-0  | 1-1  | –––– | n.d. |
| Sestri Levante       | 4-0  | 3-1  | n.d. | 2-0  | 5-0  | n.d. | 2-0  | 3-0  | 0-1  | 1-1  | 6-1  | n.d. | n.d. | 1-0  | 2-0  | –––– |